# Картам
Картам — цар Іберії з династії Аршікідів.
Підтримував тісні політичні зв'язки з Римською імперією, за що отримав від Флавіїв почесне громадянство Риму і став носити ім'я Флавіуса Дадеса. За пізнішими грузинськими літописами був сучасником імператора Доміціана (81-96). Його також згадує вірменський історик Мовсес Хоренаці, «якийсь Кардзам — цар Іберії» який полонив і заточив в темницю вірменського царевича Зареха.